# Mayne River
Der Mayne River ist ein Fluss im Südwesten des australischen Bundesstaates Queensland.

## Geographie

### Flusslauf
Der Fluss entspringt an den Nordhängen des Mount Haystack in der Quark Pot Range, etwa 15 Kilometer östlich der Siedlung Mayneside. Er fließt nach Westen, passiert den Goneaway-Nationalpark im Norden und mündet im Diamantina-Nationalpark, südlich der McCartney Range, in den Diamantina River.

### Nebenflüsse mit Mündungshöhen
Der Fluss hat folgende Nebenflüsse:
- Horse Creek – 203 m
- North Creek – 176 m
- Binburi Creek – 175 m
- Spring Creek – 171 m
- Middle Creek – 167 m
- Black Rock Creek – 144 m